# منذر أباد (زين أباد)
منذر أباد (بالفارسية: مندرآباد) هي قرية تقع في إيران في قسم زين أباد الريفي. يقدر عدد سكانها بـ 485 نسمة .